# Penthagon
Penthagon ist eine italienische Thrash- und Power-Metal-Band aus Brescia, die 2008 gegründet wurde.

## Geschichte
Die Band wurde im April 2008 von dem Schlagzeuger Francesco „Parla“ Parlatore gegründet. Kurze Zeit später stießen der Sänger Marco Spagnuolo und der Gitarrist und Sänger Mario Monteverde dazu, ehe mit dem Gitarristen Alessandro „Cau“ Venzi und dem Bassisten Stefano „Selva“ Selvatico noch weitere Mitglieder hinzugefügt wurden. Im Juni schrieb die Gruppe ihre ersten beiden eigenen Lieder namens Shine Like the Sun und In the Name of Peace, nachdem sie zuvor Songs von Annihilator, Nevermore und Vicious Rumors gecovert hatten. Kurze Zeit später gab sich die Band den Namen Penthagon, welcher sich auf die fünf Mitglieder bezieht, die wie bei einem Pentagon jeweils ihre Elemente mit einbringen und damit eine Einheit formen. Nach dem Sommer und einer damit verbundenen kurzen Pause begab sich die Band zurück in den Proberaum, um bis zum Ende des Jahres an weiteren neuen Liedern zu schreiben. 2009 hielt die Gruppe diverse Auftritte ab. 2010 wurden weitere lokale Konzerte gegeben. Zudem wurde ein Demo mit drei Liedern aufgenommen, um am Wacken Metal Battle teilzunehmen, wodurch es der Band als Resultat möglich war, auf dem Wacken Open Air zu spielen. Danach arbeitete die Gruppe an weiteren neuen Liedern. Im März 2011 begannen die Arbeiten zum Debütalbum. Nachdem die Vorproduktion beendet war, begab sich die Band Ende Juni ins Studio in Vicenza, um mit den Aufnahmen zu beginnen. Parlatore begann diese, dem Monteverde und Venzi, dann Selvatico und schließlich Spagnuolo und erneut Monteverde mit ihren Aufnahmen folgten. Das selbstbetitelte Album wurde 2012 bei Punishment 18 Records veröffentlicht.

## Stil
Andreas Schiffmann von musikreviews.de ordnete das Album dem Power- und Thrash-Metal zu. Die Gruppe orientiere sich stark an Marcel „Schmier“ Schirmer von Destruction. Im Lied All I Guess sei klassischer Metal-Gesang zu hören, welcher an Forbidden sowie Nevermore zur mittleren Schaffenszeit erinnere, während die E-Gitarren in Shine Like the Sun nach Exodus klingen würden und sich Labyrinth of Fear  nach Testament zu Zeiten von Souls of Black und „hibbeligen“ Megadeth anhöre. In den Songs versuche die Band „Mosh-, Skate- und Fun Klischees“ zu vermeiden. Walter von metal.de merkte einen starken Nevermore-Einfluss an. Vor allem das Nevermore-Lied Seed Awakening könne man mit denen von Penthagon vergleichen. Musikalisch sei das Album eher im Thrash Metal angesiedelt, wobei auch sehr viel Power Metal verarbeitet werde. Charakteristisch seien „technisch abgefahrene Gitarrenpassagen und vertrackte Rhythmen, sowie gelegentliche ‚Höhenflüge‘ von Frontmann Marco Spagnuolo“. Stilistisch ähnlich zu Penthagon seien Gruppen wie Annihilator, Toxik und Realm.

## Diskografie
- 2010: Demo (Demo, Eigenveröffentlichung)
- 2012: Penthagon (Album, Punishment 18 Records)